# Орлы (Псковская область)
Орлы — деревня в Палкинском районе Псковской области России. Входит в состав Черской волости.

## География
Расположена рядом с железной дорогой (участок Псков — Остров) и автодорогой М20, в 18 км к востоку от посёлка Палкино и 1 км к югу от железнодорожной станции Черская.
В XIX почтовая станция на шоссейной дороге. Когда в 1859 была построена железная дорога между Псковом и Островом, то близлежащая станция была также названа Орлы. Но через 4 года была переименована в Черская.

## Население
| 2001 | 2002 | 2010 |
| ---- | ---- | ---- |
| 26   | ↘12  | ↗13  |